# 东亚电子角色扮演游戏史
东亚电子角色扮演游戏，或东方电子角色扮演游戏，主指东亚开发的电子角色扮演游戏（RPG）。其包括日式、韩式、中式等角色扮演游戏，之中又以日式电子角色扮演游戏（JRPG）为主。

## 日式电子角色扮演游戏

### 日式电脑角色扮演游戏

#### 发端（1980年代早期）

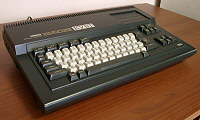
山葉公司的YIS503II型MSX个人电脑

西方世界眼中，自红白机统治世界以来，日本电子游戏界长期由游戏机游戏主导。但实际上，自1970年代末期至1990年代中期止，日本市场诞生了数以千计的商业电脑游戏，以及众多“同人游戏”（或独立游戏）。日本早期电脑业极其零碎，如《淘金者》为适配不同硬件平台，改版多达34种。最终日本电气（NEC）的PC-8801和PC-9801成为主流；其他主要电脑有夏普的X1和X68000，富士通的FM-7和FM Towns，以及ASCII的MSX和MSX2。当时日本电脑为显示汉字，屏幕分辨率较当时西方电脑更高；这一特色亦影响了游戏设计。1980年代起，日本电脑搭载雅马哈的调频合成（FM合成）声卡后，作曲家得以创作更优质的游戏音乐（代表者有日本Falcom作曲家古代祐三）。因硬件差异较大，日本电脑游戏鲜有推出美版；少数移植作品或登陆游戏机（如NES和Genesis）， 部分登陆美国电脑系统（如MS-DOS）。1990年代勇者斗恶龙、最终幻想等游戏机作品成为主流，确立了日式角色扮演游戏的公式；而于此之前的1980年代，电脑平台涌现了许多创意性、试验性角色扮演作品。早期日式角色扮演游戏受视觉小说式冒险游戏的影响；艾尼克斯、史克威尔、日本Falcom、光荣等公司涉足角色扮演游戏前，均为冒险游戏开发商。当时日本亦受美国角色扮演游戏冲击，例如巫术系列（ASCII娱乐翻译）在日本的人气和影响力不小，甚至胜过产地美国。
日本首款角色扮演游戏是《地底探险》，1982年3月由光荣公司发行。次月，波丽佳音发行了《虎膽妙算》改编的《间谍大作战》；该作未采用经典的奇幻舞台，而是使用了现代的间谍设定。同年12月，光荣在PC-8801上推出了游戏 《龙与公主》；游戏情节是接受国王征招、将公主从龙的魔掌中救出。游戏分为冒险和战斗两部分。冒险部分如同多数文字冒险游戏，以纯文字方式展开。途中，玩家会将随机遇敌，转入战斗部分。战斗在独立的俯视地图中展开，模式回合制策略。1982年《巫术》和《创世纪》尚未登陆日本，上述实验性游戏可谓“日式角色扮演游戏的雏形”。
1983年，光荣发行了迷宫探索角色扮演游戏《胡夫王的秘密》，游戏主题为寻找埃及法老胡夫的财宝。此外，光荣还发行了两款PC-8801游戏：《集体公寓主妇诱惑》和《剑与魔法》。前者融入冒险游戏元素和成人内容；后者讲述了消灭邪恶魔法师，救出遭幽禁的公主的故事。ASCII发行了于FM-7游戏《阿雷夫加尔德》，其同样采用冒险游戏元素。年末，日本Falcom发行了PC-8801游戏《全景岛》。游戏开发者为木屋善夫，即后来动作角色扮演游戏屠龙剑系列与撼天神塔系列之父。该作的角色扮演要素有限，如没有典型的能力值和经验值系统；但以枪为武器的即时战斗，则颇有公司之后得意的动作角色扮演游戏的影子。游戏舞台为荒岛；大地图有昼夜系统；玩家可攻击非玩家角色或与之对话。类似生存游戏，玩家需寻找口粮，补充行动中不断消耗的体力。

## 韩国角色扮演游戏

#### 1980 年代–1990 年代
韩国的角色扮演游戏产业始于1980年初。后来，国内第一部成熟的电脑角色扮演游戏是1987年为Apple II电脑平台发布的“新剑义全雪”，也被称为“仙剑奇侠传”。由 Nam In-Hwan 编写并由 Aproman 发行，主要受“创世纪系列的影响。在1980年代后期，韩国公司Topia开始制作动作角色扮演游戏，其中之一是1989年为MS-DOS制作的《Pungnyu Hyeopgaek》。这是第一个韩国游戏为IBM PC compatible出版，设定在古代韩国和古代中国。同年,Topia 发布的另一款动作角色扮演游戏是《未来的索尼永柯南》，改编自宫崎骏的日本1978动漫系列《未来男孩柯南》的电子游戏,对于MSX2平台。

## 华语角色扮演游戏
台湾精訊資訊於 1986 年发布《如意集》，是一款角色扮演游戏，也是中国第一款商业游戏。
《轩辕剑》，一款以中国神话为题材的台湾角色扮演游戏，已成系列并于2020年发布最新续作《轩辕剑：剑之源》。
《金庸群俠傳》（1996）是一款台湾战术角色扮演游戏，改编自金庸的热门历史武侠小说，具有多种近战和远程功夫技能来训练和发展，以及基于网格的运动系统.
中国有很多国产游戏。其中包括《大话西游》、《完美世界》和《清廉战士》。中国有大量的国产大型多人在线角色扮演游戏，尽管许多在国外普遍闻所未闻。
《原神》是一款中国开放世界动作角色扮演游戏，以元素魔法和角色切换的动作战斗系统为特色，并通过抽卡让玩家获得新角色、武器等资源. 据一些媒体报道，《原神》是中国电子游戏发行时最大的国际发行  